# آرنولد مورن
آرنولد مورن (هلندی: Arnold Mühren؛ زادهٔ ۲ ژوئن ۱۹۵۱) یک بازیکن فوتبال سابق و مربی اهل هلند است.

## باشگاهی
از باشگاه‌هایی که در آن بازی کرده‌است می‌توان به توئنته، آژاکس آمستردام، ایپسویچ تاون، و منچستر یونایتد اشاره کرد.

## تیم ملی
وی همچنین در تیم ملی فوتبال هلند بازی کرده است.